# 岩内站

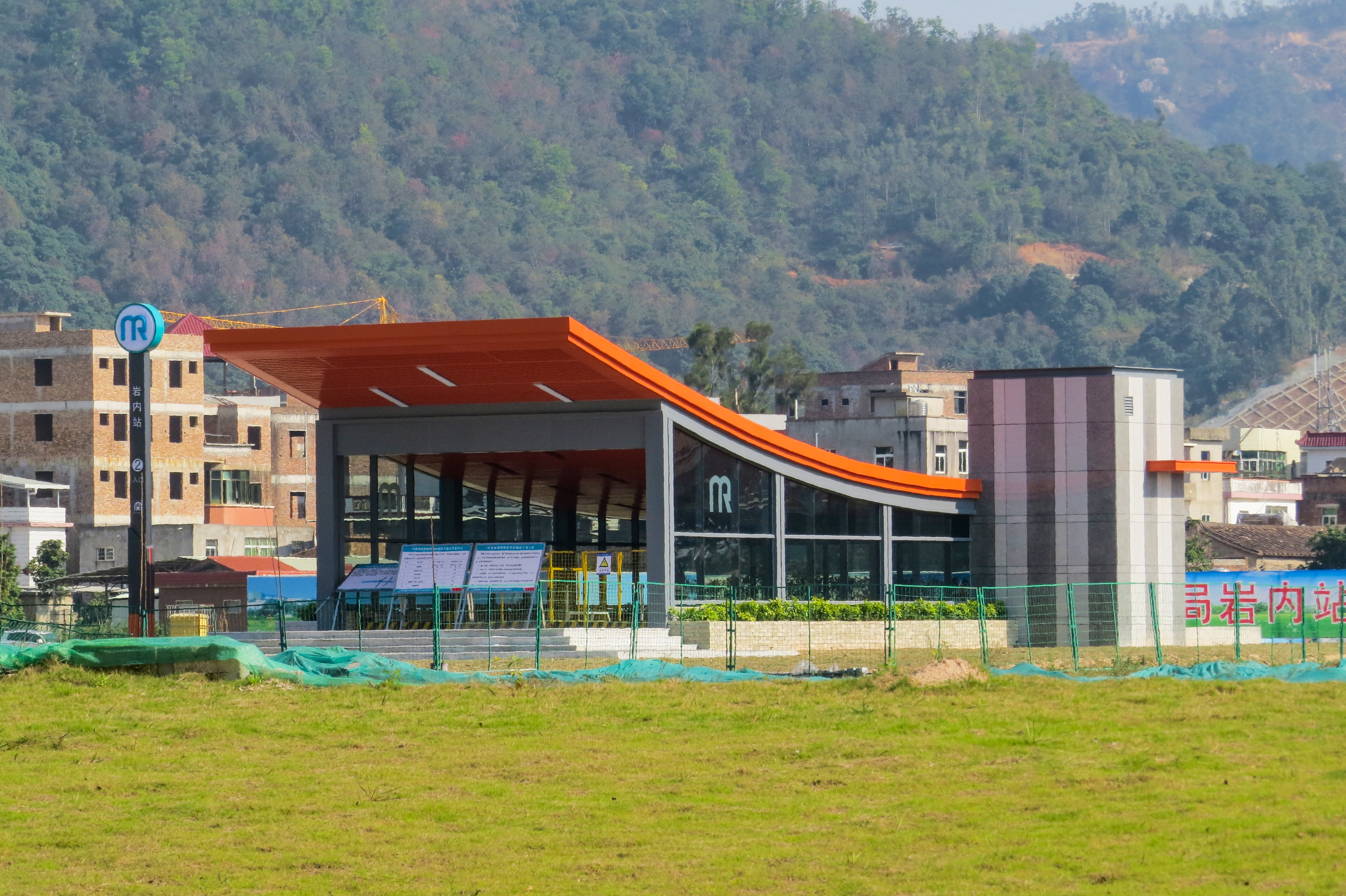
2号出入口

岩内站（廈門話：/ɡiam˧˧ lai˧˧/）位于中华人民共和国福建省厦门市集美区集美大道厦门北高速收费站旁，是厦门轨道交通1号线的地铁车站，同时是1号线的北端终点站。2017年12月31日投入运营。

## 车站结构
岩内站为地下二层车站，车站建筑面积为15,934平方米。车站地下一层为站厅层；地下二层为1号线站台层，岛式站台。本站为1号线的装修样板车站。
| 地面层   | 出入口                               | 出入口                         |
| 地下一层 | 站厅                                 | 票务服务、客服中心、进出站闸机 |
| 地下二层 | 北行                                 | 1 终点站落客站台               |
| 地下二层 | 岛式站台，列车运行方向左侧的车门开启 |                                |
| 地下二层 | 南行                                 | 1 往镇海路方向 （厦门北站）    |

## 事件
2023年4月26日2时2分许，一名工人在本站站厅进行维保作业过程时，从天花板吊顶坠落至站厅地面，后经抢救无效死亡。调查发现遇难者在未按照使用规则佩戴安全帽、系挂安全带、未采取有效的安全防护措施确保踩点牢固的情况下，擅自到天花板吊顶上，导致其从天花板吊顶上坠落。